# Josef Rafaja
Josef Rafaja (* 19. března 1951) je český varhaník, který pochází z Holešova a působí v Pardubicích.

## Životopis
Konzervatoř v Kroměříži vystudoval ve varhanní třídě prof. Karla Pokory, dále absolvoval HAMU v Praze u profesora Dr. Jiřího Reinbergera a odborného asistenta Václava Rabase. Cembalo studoval u profesorky Zuzany Růžičkové a klavír u doc. Olgy Boldocké. V letech 1981–1982 a 1985 byl v Paříži stipendistou francouzské vlády, kde dovršil své vzdělání u slavné Marie-Claire Alain (Rueil-Malmaison) a získal zde Prix d'excellence a l'unanimité. Účastnil se také mezinárodních mistrovských kurzů AMU v Praze – Jiří Reinberger/1973 a 1974 dále kurzů Výmar – Johannes Ernst Köhler/1975/, Haarlem – Anton Heiler/1976/, Mechelen – Flor Peeters/1979/, Saint-Donat – Marie-Claire Alainová/1983/ a Saint-Bertrand-de-Comminges – André Isoir/1983/. Od roku 1980 je pedagogem a později byl i vedoucím varhanního a klávesového oddělení pardubické konzervatoře, kde vychoval řadu úspěšných absolventů (František Vaníček, Stanislava Dřevíkovská, Radka Zdvihalová, Lucie Žáková, Alice Dušková, Klára Kubátová, Pavel Svoboda, Marie Minářová, Viktor Darebný, Anna Ester Petříková, Ondřej Smolík a další) a korepetitorem hobojové třídy, která trvale vykazuje výborné výsledky na soutěžích i na přijímacích zkouškách na vysoké hudební školy. Pro Český rozhlas nahrál řadu zajímavých snímků, např. Viktor Kalabis, Bedřich Antonín Wiedermann a Antonín Tučapský. Ve svém domácím studiu nahrál kompletní varhanní dílo J. S. Bacha včetně Umění fugy a řadu klavírních titulů, např. 160 osmitaktových cvičení Carla Czerného, Bachovy Invence a sinfonie, Čajkovského Roční doby, Chopinova Nocturna, Tučapského Preludia a další.

## Ocenění
- Interpretační soutěže Ministerstva kultury v Praze (3. a 2. cena,1976,1979
- Mezinárodní soutěž J. S. Bacha v Lipsku (Čestné uznání s odměnou),1976
- Mezinárodní soutěž Antona Brucknera v Linci (Čestné uznání),1978
- Cena pro nejlepšího korepetitora z Mezinárodní rozhlasové soutěže Concertino Praga,1986,1998
- Cena “Prix d'excellence a l'unanimité“ v Paříži,1985